# Fg

fg (англ. foreground) — команда возобновления работы задачи и передачи ей управления в командных оболочках, совместимых со стандартом POSIX. Команда позволяет возобновить работу приостановленного процесса или вывести его из фонового режима. Обычно реализуется не как утилита, а как встроенная в командную оболочку команда, т. к. работает с задачами, запущенными в рамках командной оболочки.
Команда реализована в таких командных интерпретаторах, как bourne shell (sh) и bourne again shell (bash).

## Пример использования
Чаще всего команда используется для вывода всех фоновых и приостановленных задач:
```
fg

```

Для того, чтобы «разбудить» процесс, следует передать команде в качестве параметра номер задачи:
```
fg
 
%jobspec

```

где jobspec — порядковый номер задачи.